# Кочерги
Коче́рги — село в Україні, у Конотопському районі Сумської області. Входить до складу Путивльської міської територіальної громади. Населення становить 336 осіб. 

## Географія
Село Кочерги знаходиться на березі річки Есмань, вище за течією примикають села Кубареве і Мацкове, нижче за течією на відстані 2 км розташоване село Волокитине. До села примикає невеликий лісовий масив (дуб, сосна).

## Історія
Перша згадка про село належить до 1648 року.
Краєзнавчі матеріали засвідчують, що у цьому населеному пункті проживали майстри, які славилися виготовленням різних господарчих речей, зокрема кочерг. Від цього й пішла назва села.
12 червня 2020 року, відповідно до розпорядження Кабінету Міністрів України № 723-р «Про визначення адміністративних центрів та затвердження територій територіальних громад Сумської області», село увійшло до складу Путивльської міської громади.
19 липня 2020 року, в результаті адміністративно-територіальної реформи та ліквідації Путивльського району, увійшло до складу новоутвореного Конотопського району.

## Населення
Згідно з переписом УРСР 1989 року чисельність наявного населення села становила 353 особи, з яких 151 чоловік та 202 жінки.
За переписом населення України 2001 року в селі мешкало 336 осіб.

### Мова
Розподіл населення за рідною мовою за даними перепису 2001 року:
| Мова       | Чисельність | Відсоток |
| ---------- | ----------- | -------- |
| українська | 307         | 91,37%   |
| російська  | 29          | 8,63%    |
| Усього     | 336         | 100%     |

## Церква Св. Миколи

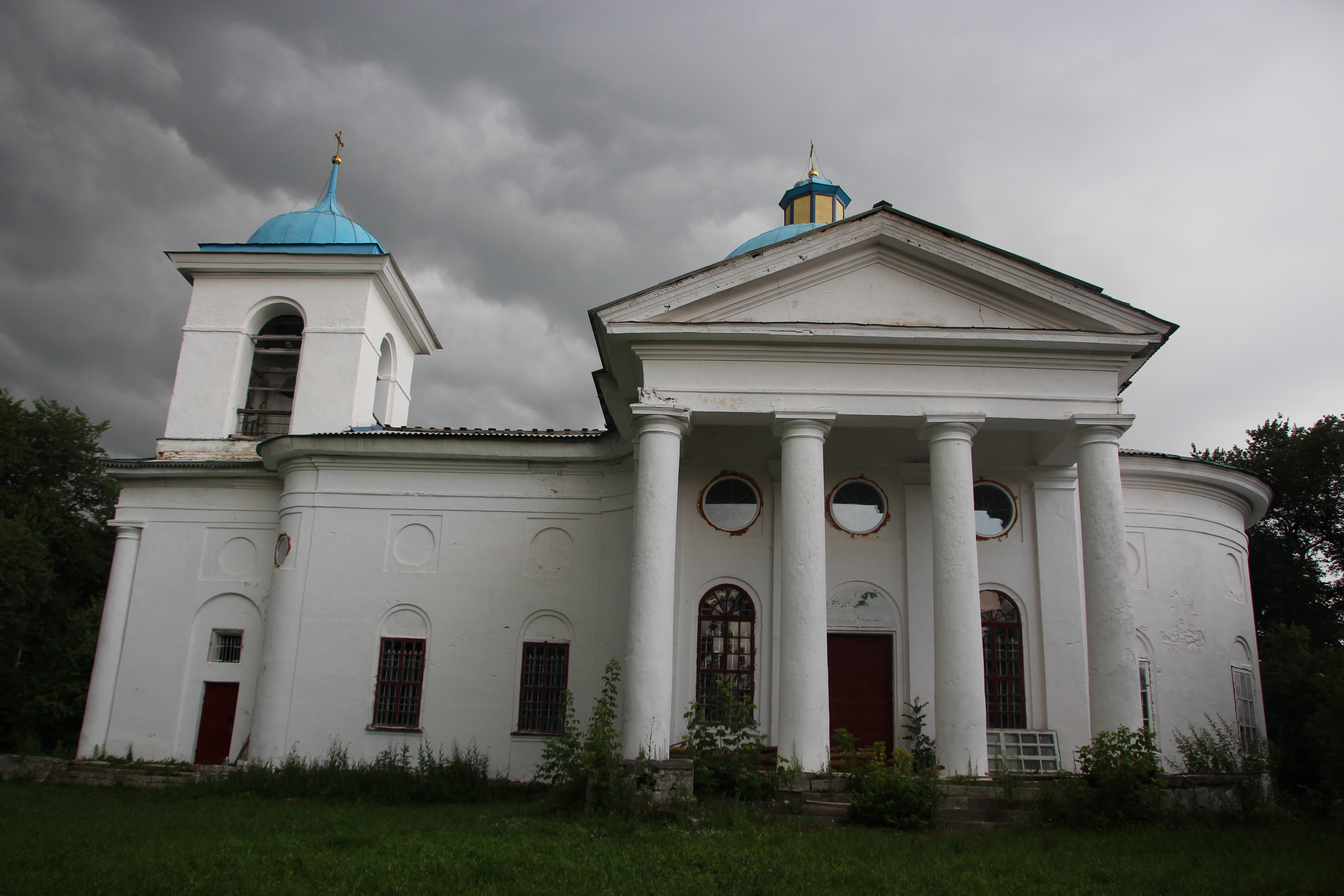
Церква Св. Миколая в с. Кочерги

У ХVІІІ столітті у селі була дерев'яна Миколаївська церква, яка занепала на початку ХІХ століття. На її місці в 1807 році на замовлення й кошти місцевого поміщика Михайла Миклашевського було збудовано мурований храм. Він стоїть на високому правому березі річки Есмань.
Церква зведена за тим самим проєктом, що і Воскресенська церква-усипальниця гетьмана Кирила Розумовського в Батурині (1803) та Успенська церква у с. Новий Биків на Чернігівщині (1804).
Миколаївська церква в Кочергах — одна з визначних храмових будівель доби високого класицизму в Україні.

## Відомі люди
- Сиромолотний Іван Костянтинович — журналіст, директор Радіотелеграфного агентства України (РАТАУ). Кандидат у члени ЦК КП(б)У у 1940—1949 р. Член нелегального ЦК КП(б)У у жовтні 1942 — червні 1943 р.
- Царенко Олександр Михайлович — український політик. Народний депутат України.